# British Aerospace ATP
Pour les articles homonymes, voir ATP.
Dimensions
Le British Aerospace ATP (Advanced Turbo-Prop) est un avion de ligne construit par British Aerospace, introduit dans les années 1980 en tant qu'évolution du Hawker Siddeley HS.748, allongé pour l'occasion de 5,50 mètres. La crise pétrolière et les inquiétudes croissantes concernant les nuisances sonores conduisirent les dirigeants de British Aerospace à considérer l'existence d'un marché potentiel pour un appareil à faible rayon d'action, offrant une réduction des nuisances sonores et de la consommation en carburant. 
À l'époque où l'ATP entra sur le marché, le segment était cependant déjà chargé avec des appareils tels que le de Havilland Canada Dash 8 et l'ATR 42, et la production fut arrêtée après seulement 64 exemplaires produits. L'ATP fut le dernier avion de ligne conçu au Royaume-Uni.

## Conception
Lorsque le BAe ATP fut lancé en 1984, plusieurs constructeurs aéronautiques pensaient que l'envolée des prix du pétrole serait désormais défavorable aux avions à turboréacteur sur des courtes distances, au profit de la nouvelle génération de turbopropulseurs comme le Pratt & Whitney Canada PW120. L'idée de British Aerospace était de se baser sur la cellule du Hawker Siddeley HS.748, aux deux turbopropulseurs Rolls-Royce Dart, lequel connaissait, depuis la fin des années 1950, un certain succès avec 350 exemplaires construits ou encore à venir. Il s'agissait de transformer un avion rustique, conçu pour la brousse, en une machine plus grande, reliant des centres urbains, sans que cette transformation coûte trop cher.
Le prototype fut construit à partir d'un Hawker Siddeley Andover C.1, version militaire du Hawker Siddeley HS.748. La cellule fut re-dessinée avec un allongement du fuselage à 26,01 mètres et de l'envergure à 30,63 mètres. De petites modifications furent apportées au design du nez et de la dérive, et des hublots plus petits et plus rapprochés que sur le HS.748 furent installés. Les hublots étaient à la hauteur des épaules des passagers. Les moteurs Rolls-Royce Dart furent remplacés par des Pratt & Whitney Canada PW126A plus économes en carburant. Une hélice à six pales et rotation lente, conçue sur mesure, fut développée par Hamilton Standard.
L'avion effectua son premier vol le 6 août 1986 et fut présenté trois semaines plus tard au salon de Farnborough, en septembre. Le premier exemplaire de série vola le 20 février 1987 et reçut sa certification au premier trimestre 1988. 

## Engagements
L'avion entra en service au sein de British Midlands en 1988. Il était doté d'un système d'instrumentation électronique avancé et démontrait de bonnes performances sur les pistes courtes. Le niveau sonore de l'appareil lors du décollage était relativement faible. Cependant, il révéla vite plusieurs faiblesses : 
- Il était mal centré. À vide, sa queue devait être lestée. Lors de l'embarquement, les 20 premiers passagers devaient être installés à l'arrière.
- Sa maintenance était compliquée et coûteuse. Parmi les équipes au sol, le sigle ATP de l'avion fut tourné en dérision en another thousand pounds (encore 1000 livres dépensées) ou another technical problem (encore un problème technique).
- Il n'était pas aussi silencieux qu'annoncé par la publicité. L'isolation du fuselage dut être renforcée à hauteur des hélices. Surtout, sa vitesse ascensionnelle était si faible, sa pente de montée si médiocre, qu'au décollage il se traînait longtemps à basse altitude, suscitant l'inquiétude des contrôleurs aériens et la colère des riverains. Il était capable décoller sur un seul moteur, mais juste à la limite légale. Ces performances médiocres au décollage devenaient dangereuses, sur les aéroports en haute altitude et par temps chaud[1].

L'ATP fut exploité par de petites compagnies locales, sur des lignes de quelques centaines de kilomètres. Il trouva preneur principalement auprès de transporteurs qui voulaient remplacer leurs HS 748, pour la plupart des petites compagnies régionales. La rapidité avec laquelle certaines compagnies se séparèrent de leurs ATP montre bien qu'ils décevaient. La plupart des compagnies qui avaient mis en service des ATP les abandonnèrent à la fin des années 1990 au profit de BAe 146 ou d'avions à turbopropulseur de capacité inférieure.
Ces avions connurent une nouvelle carrière auprès d'une multitude de transporteurs comme avions-cargo, principalement au sein des compagnies suédoise West Air et britannique Air Atlantic. Ils furent modifiés en ATPF pour charger des conteneurs. L'arrière de certains avions fut modifié en 2002 pour recevoir  une large porte cargo coulissante.

## Opérateurs
- British Midland Airways (6 avions)
- Wings West, Californie (1 avion livré puis commande annulée)
- Airlines of Britain Group pour Loganair et Manx Airlines
- British Airways (17 exemplaires, le plus gros utilisateur d'ATP neufs)
- Ligaçoes Aeras Regionais (LAR), Portugal (4 avions)
- Air Wisconsin (commande de 14 réduite à 10)
- SATA Air Açores (3 avec des portes élargies pour charger des cercueils)
- Biman Bangladesh Airlines (2 avions)
- Turk Hava Tasimaciligi (THT) : 5 avions
- Merpati Nusantara Airlines, Indonésie : 5 avions
- Seoul Air International : 2 avions[1].